# Dorian Dervite
Dorian Pierre Dervite-Vaussoue (Lille, 25 de julio de 1988) es un futbolista francés. Juega de defensa y su equipo es el Royal Dottignies Sports.

## Trayectoria
El defensa llegó al White Hart Lane en el verano de 2006 procedente del Lille y solo disputó un partido con el Tottenham, entonces entrenado por Martin Jol.
En 2010 el Tottenham Hotspur Football Club ha confirmado el traspaso definitivo del francés Dorian Dervite al Villarreal B, tras cuatro años de pertenencia al club inglés.

## Selección nacional
Ha sido internacional con las selección sub-21 de Francia en ocho ocasiones y ha anotado un gol.

## Clubes
| Club                           | País         | Año       |
| ------------------------------ | ------------ | --------- |
| Lille O. S. C.                 | Francia      | 2005-2006 |
| Tottenham Hotspur F. C.        | Inglaterra   | 2006-2010 |
| Southend United F. C. (cedido) | Inglaterra   | 2008-2009 |
| Villarreal C. F. "B"           | España       | 2010-2012 |
| Charlton Athletic F. C.        | Inglaterra   | 2012-2014 |
| Bolton Wanderers F. C.         | Inglaterra   | 2014-2018 |
| Royal Charleroi S. C.          | Bélgica      | 2018-2019 |
| NAC Breda (cedido)             | Países Bajos | 2019      |
| Doxa Katokopias                | Chipre       | 2019-2020 |
| K. S. V. Roeselare             | Bélgica      | 2020      |
| Renaissance Mons 44            | Bélgica      | 2020-2022 |
| Royal Dottignies Sports        | Bélgica      | 2022-     |